# パラサ・ピルペ・パン
パラサ・ピルペ・パンは、日本のテーブルトークRPGリプレイ作品、ソード・ワールドRPGリプレイ第3部に登場するPC。プレイヤーは公開されていない。小川直人であるとする説がある。

## 人物像
草原の王国ミラルゴ出身のグラスランナー。ピルペとパンという幼馴染が存在し、ピルペはのちリプレイ第4部に、パンは小説『尻っぽの友だち』に登場した。口癖は「にゅう」。このほかにも多数の擬音語・略語を使用し、「カウンター・マジック」の略である「カンタマ」など一部は一般にも普及した。
目つきの悪い子供などとも呼ばれ、実際イラストに描かれた肖像でも目は吊り目になっている。性格も悪戯好きで灰汁が強いが、友情に篤く、子供の死を激しく嘆き悲しみ、それがトラウマとなって残るなど繊細な神経を持つところもある。パーティの中では実はレジィナに次ぐ良識派で、過激な発言はほとんどせず、人情には弱い方である。
エルフのスイフリーと「はとこ」「はとこの子」と呼び合う「遠い親戚漫才」が名物で、お互いの暴走に激しいつっこみを入れたり、心の底で敵として恐れていたり、スイフリーの不幸を嬉々として楽しんだり世話を焼いたりと、仲が良いのか悪いのか分からないが、それでもつきあいが薄まることのない、腐れ縁とも言うべき不思議な関係である。なお、リプレイ第1巻口絵ではアーチーとコンビにされている。
凛とした女性には弱いらしく、クレア・バーンロードに惚れこんでおり、「これで手足が短かったら」とよく発言している。その意味でもスイフリーのライバルである。
「稼いだ金はぱーっと使う」性格で、金銭感覚には（「バブリーズ」となる以前から）かなり問題がある模様。

## 作品世界に与えた影響

### グラスランナーのイメージ
『契約の代償』に登場したリック・マーリス、『死せる神の島』シリーズに登場したプラムに続き、公式作品に登場した3人目（『ソード・ワールドPC』のキャラクターであるエスター、『ロードス島戦記』のマールを含めれば5人目）のグラスランナーであり、リプレイPCとしては初の存在である。リック、プラムが際立った印象を残せなかったのに対し、「にゅう」という口癖や、スイフリーとの独特の関係など特徴が多かったことと、デーモンを倒すなど活躍が多かったことから高い人気を獲得し、グラスランナーの認知度、人気を高める原動力となった。
殊に戦闘場面において並外れた俊敏性（大抵の攻撃は掠りもしない）と対魔法耐性（大抵の魔法に抵抗成功）を披露し、高レベルになれば武器落し（ディザーム）で敵対相手を無力化することすら可能で、更に共通語魔法（コモン・ルーン）を駆使した支援魔法でパーティに貢献、グラスランナーは戦闘に不向きとの評価を覆した。

### その後の作品への影響
リプレイ第4部のGM清松みゆきとPCチップ・タップ・ボンのプレイヤーは、パラサのプレイヤーからパラサの命名に関する後付け設定の発言を受け、連載の第1回で「グラスランナーは幼少時には3人1組で行動し、成人するとお互いの名を名乗る」との設定を作り上げた。ピルペ・パラサ・パン、リト・ルー・カム、カンパナ・ピアル・ピアスなど、後発のグラスランナーの多くはこのとき決定された設定を踏襲して命名されている。
また、口癖の「にゅう」も当初はパラサ個人の口癖であったが、リプレイ第4部においてピルペが同じ口癖を使用、後日その由来が短編小説にて明かされるなどした。『牧歌の国の魔法戦士』においても、ミラルゴのグラスランナーの間で変形の「うにゅっ」が挨拶として用いられているなど、フォーセリア世界のグラスランナーの設定形成に与えた影響は少なくない。

## にゅう
パラサの口癖「にゅう」はリプレイ第1巻当初から用いられていた。本来口癖となりえるようなセリフではなかったが、初出以降非常に効果的に使用され、変形も多く、リプレイ第3部を締めくくるセリフとなったことなどもあって後にはパラサを表す代名詞となった。第3部から8年ぶりのプレイとなる『デーモン・アゲイン』にて、パラサのプレイヤーが年齢の問題から「にゅう」を口にするのをためらった事に対し、“「にゅう」のないパラサなどパラサではない”と他のプレイヤーから明言されてもいる。
公式の作品世界における口癖「にゅう」の誕生の由来は、パラサがリザードマンの少女に共通語（?）を教える過程で、生徒であるリザードマンの訛りがうつり、そのリザードマンとの友情を記念して、故意にそのまま口癖としたとされる。
その後、ミラルゴのグラスランナーに伝わり、変形の「うにゅっ」が挨拶として使われるまでに広まっていたが、これはパラサと行動をともにしていたピルペ、パンの二人のグラスランナーから伝播したものと思われる。ピルペは自身も口癖として「にゅう」を使用しており、流行の源となった可能性は高い。